# Adelomyrmex mackayi
Adelomyrmex mackayi é uma espécie de formiga do gênero Adelomyrmex, pertencente à subfamília Myrmicinae.